# Isonychus submaculatus
Isonychus submaculatus är en skalbaggsart som beskrevs av Moser 1921. Isonychus submaculatus ingår i släktet Isonychus och familjen Melolonthidae. Inga underarter finns listade i Catalogue of Life.